# Claudio Fabretti
Claudio Fabretti (Roma, 3 giugno 1967) è un giornalista e critico musicale italiano noto, tra le altre cose, per essere il fondatore e direttore della rivista on-line Ondarock.

## Biografia
Claudio Fabretti nasce a Roma il 3 giugno 1967. Si laurea in Giurisprudenza all'Università La Sapienza per poi specializzarsi in Giornalismo e Comunicazione di massa alla Luiss di Roma.
Già dal 1997 era iscritto nell'elenco Professionisti dell'Ordine dei giornalisti del Lazio, lavorando presso il settimanale Avvenimenti; parallelamente svolge attività da free lance. Dal 1988 al 1992 collabora con il Corriere dello Sport e con l'agenzia di stampa Rotopress come cronista per le edizioni locali. Dal 1997 al 2000 è stato redattore presso il settimanale Avvenimenti, diventando responsabile della redazione Esteri. Nello stesso periodo ha curato alcuni capitoli del volume multimediale Guida al Buddhismo, pubblicato da Editori Riuniti (1999). Dal 1998 al 2001 ha collaborato con alcuni settimanali politici (L'Espresso, L'Italiano), con riviste musicali (Rockstar, Blow-Up) e di spettacoli (OndaTv, OndaMagazine). Nel 2001 è entrato nella redazione romana di Leggo, nella quale si è occupato a vario titolo di spettacoli, attualità e sport, mentre oggi è caposervizio Spettacoli.
Dal 2000 al 2002 ha collaborato con Kataweb Musica fondando nel contempo la rivista musicale online Ondarock, premiata nel 2013 come migliore sito di informazione musicale.
Conduce il programma Rock in Onda sull'emittente romana Radio Città Aperta.
Nel 2011 ha pubblicato il suo primo libro, Francesco De Gregori. Fra le pagine chiare e le pagine scure per Arcana Edizioni, dedicato all'opera e alla vita del cantautore romano. Nel 2012 ha pubblicato R.E.M. Perfect Circle, sempre per Arcana, un libro che analizza l'intera carriera della band statunitense attraverso le sue canzoni.

## Pubblicazioni
- Francesco De Gregori: Fra le pagine chiare e le pagine scure, Roma, Arcana, 2011, ISBN 978-88-6231-637-8.
- R.E.M. Perfect circle: Testi commentati, Roma, Arcana, 2012, ISBN 978-88-6231-451-0.